# Psychotria hastisepala
Psychotria hastisepala är en måreväxtart som beskrevs av Johannes Müller Argoviensis. Psychotria hastisepala ingår i släktet Psychotria och familjen måreväxter. Inga underarter finns listade i Catalogue of Life.